# Йохан IV (Саксония-Лауенбург)
Йохан IV фон Саксония-Лауенбург (на немски: Johann IV von Sachsen-Lauenburg-Ratzeburg; * 18 юли 1439, † 15 август 1507) от род Аскани, е от 1463 до 1507 г. херцог на Саксония-Лауенбург.

## Живот
Йохан е син на херцог и ерцмаршал Бернхард II фон Саксония-Лауенбург (ок. 1385 – 1463) и Аделхайд от Померания (1410 – 1444/45), дъщеря на херцог Богислав VIII от Померания-Рюгенвалде.
Йохан наследява баща си през 1463 г. като херцог на Саксония-Лауенбург. Той е в непрекъснат конфликт с Любек за град Мьолн. През последните му години управлението води сина му Магнус.

## Фамилия
Йохан IV се жени на 12 февруари 1464 г. в Люнебург за Доротея фон Бранденбург (1446 – 1519), дъщеря на курфюрст Фридрих II фон Бранденбург (1413 – 1471) и на Катарина Саксонска (1421 – 1476), дъщеря на курфюрст Фридрих I от Саксония. Те имат децата:
- Аделхайд († млада)
- София

∞ 29 ноември 1491 граф Антон I фон Шаумбург († 1526)
- Магнус I (1470 – 1543), херцог на Саксония-Лауенбург
- Ерих (1472 – 1522), епископ на Хилдесхайм и Мюнстер
- Катарина, монахиня
- Бернхард († 1524), 1484 записан в стария университет Кьолн
- Йохан IV (1483 – 1547), епископ на Хилдесхайм
- Рудолф († 1503)
- Елизабет († ок. 1542)

∞ херцог Хайнрих IV фон Брауншвайг-Грубенхаген (1460 – 1526)
- Хайнрих († млад)
- Фридрих († пр. 1501)
- Анна († 1504)

∞ 1. 1490 граф Йохан фон Линдау-Рупин († 1500)
∞ 2. ок. 1503 граф Фридрих фон Шпигелберг-Пирмонт († 1537)
- Маргарета († млада)

Един извънбрачен син Бернхардус Засе († 1539 или 1549), от 1519 вай-епископ в Мюнстер.